# BD+14°4559 b

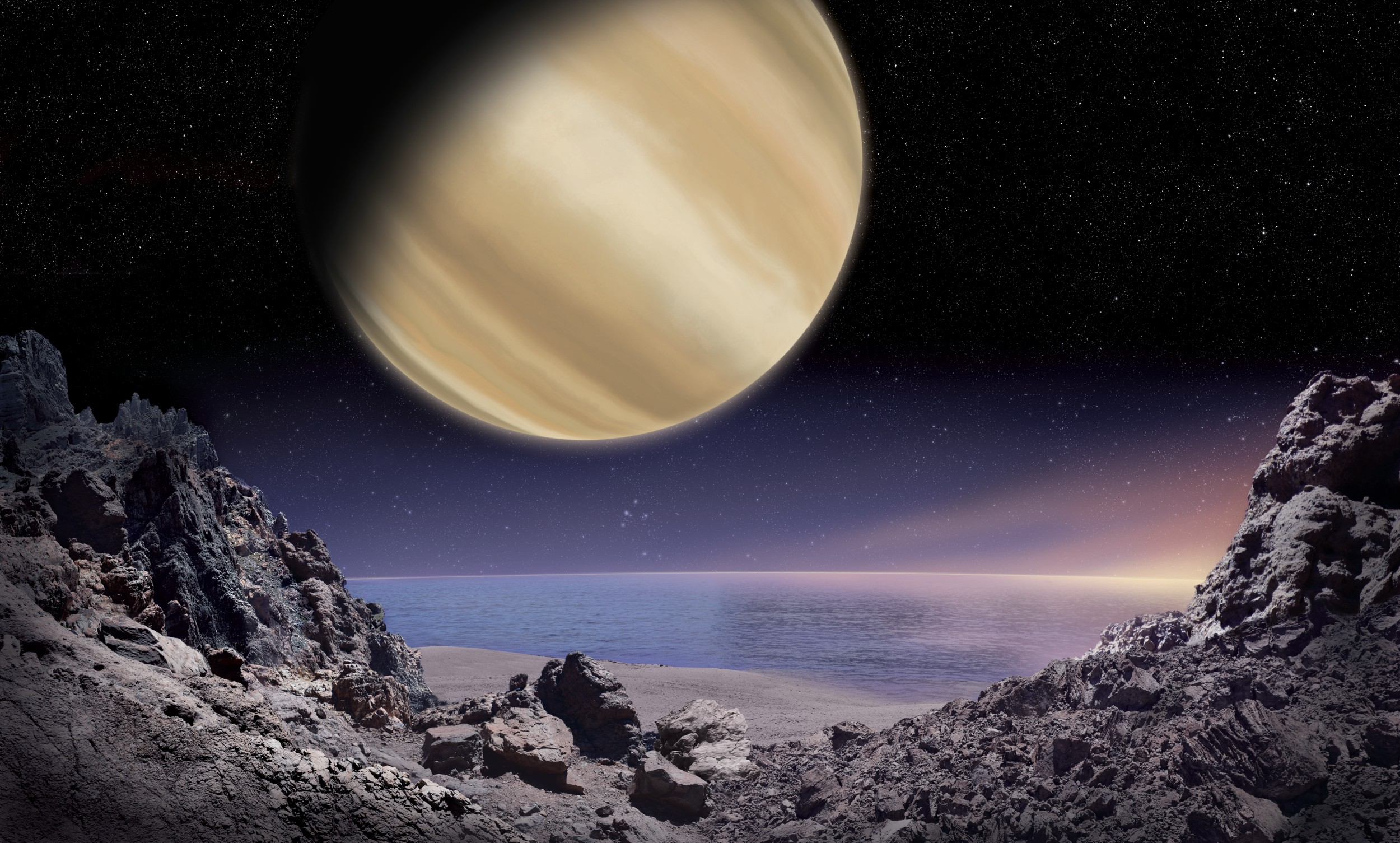
Impressão artística do exoplaneta BD+14 4599 b. Vista da superfície de sua lua hipotética.

BD+14°4559 b é um planeta extrassolar que orbita a estrela BD+14°4559 na constelação de Pegasus. Possui no mínimo 1,47 vezes a massa de Júpiter e um período orbital de 268,94 ± 0,99 dias.